# 이요미시마시
이요미시마시(일본어: 伊予三島市, いよみしまし)는 에히메현에 있던 시이다. 2004년 , 가와노에시, 우마군 도이정·신구촌이 신설합병해 시코쿠추오시가 성립하였다. 이요미시마시는 폐지되었다.

## 역사
- 1954년 - 미시마정, 쇼보쿠촌, 산가와정, 도요오카촌, 도미사토촌, 긴샤촌이 합병해 이요미시마시가 성립하였다. 이미 시즈오카현 미시마시가 시로 승격되었기 때문에, 이요국의 이요가 관철되었다.
- 1985년 - 시코쿠 종관 자동차도 미시마가와 노에 IC - 도이 IC 개통.
- 1992년 - 요산선 전구간이 전철화되었다.
- 2004년 - 우마지역의 시정촌 합병에 의해 시코쿠추오시가 성립하였다. 이요미시마시는 폐지되었다.

## 교통

### 철도
- 시코쿠 여객철도 요산선

### 도로
- 마쓰야마 자동차도 - 가와노에 나들묵
- 국도 11호선
- 국도 319호선